# Cotycicuiara boliviana
Cotycicuiara boliviana là một loài bọ cánh cứng trong họ Cerambycidae.